# Crème Caramel (programma televisivo)
Crème Caramel è stato un programma televisivo italiano, realizzato dalla compagnia di varietà Il Bagaglino per Rai 1 e trasmesso per due stagioni, il sabato in prima serata tra il 1991 e il 1992. La conduzione dello spettacolo era affidata a Pippo Franco insieme a Oreste Lionello, Leo Gullotta, che ha interpretato il suo personaggio più noto, la "signora Leonida", e Pamela Prati nel ruolo di "primadonna".
Gli autori della trasmissione, realizzata al salone Margherita, erano Pier Francesco Pingitore, anche regista, Carla Vistarini e Mario Castellacci.

## La trasmissione
La trasmissione seguiva la classica impostazione dei varietà del Bagaglino, che mischiava gli elementi dell'avanspettacolo alla satira politica che aveva sancito il successo della precedente trasmissione del gruppo di Pingitore, Biberon.

### Prima edizione
La prima edizione della trasmissione è andata in onda il sabato in prima serata su Rai 1 dal 12 gennaio al 22 marzo 1991.
Era ambientata nella "Grande Pasticceria Italia", di cui Pippo Franco era il titolare, che aveva il compito di preparare il catering per una festa di beneficenza. All'interno di questo contesto si muovevano così i co-conduttori e gli imitatori, che mettevano in scena degli sketch satirici aventi come protagonisti i maggiori esponenti della politica italiana del periodo. Tra i personaggi ricorrenti vi erano l'allora Presidente del Consiglio Giulio Andreotti (rappresentato da Oreste Lionello), Gianni De Michelis (Alberto Leonardi), Bettino Craxi (Pierluigi Zerbinati), Ciriaco De Mita (Mario Zamma), Arnaldo Forlani (Manlio Dovì), Achille Occhetto (Aldo De Luca).
Svolgendosi, nella sua prima edizione, proprio al culmine della guerra del Golfo, fu uno degli argomenti maggiormente trattati dalla satira d'attualità; nel corso delle puntate vennero così introdotte le imitazioni di esponenti della politica internazionale come Saddam Hussein (Oreste Lionello), Mikhail Gorbaciov (Leo Gullotta), George Bush (Danilo Ceccarelli Morolli) e l'emiro del Kuwait Jabir III al-Ahmad al-Jabir Al Sabah (Giacomo Battaglia).
Il programma prevedeva anche la presenza, in ogni puntata, di due esponenti della politica sul palco del varietà, che venivano sottoposti ad un quiz da parte di Pippo Franco e, subito dopo, dovevano rispondere a delle domande del pubblico da casa poste telefonicamente.
Le coreografie erano curate da Hevelyn Hanack e Claudio Ferraro, le musiche da Piero Pintucci e la scenografia e i costumi erano di Maurizio Tognalini.

### Seconda edizione
La seconda edizione è stata trasmessa dal 28 novembre 1991 al 13 febbraio 1992, sempre su Rai 1, per dodici puntate in onda il giovedì in prima serata; sarebbe dovuta cominciare il 21 novembre, ma l'avvio è slittato di una settimana a causa di un'indisposizione di Manlio Dovì, componente fondamentale del cast comico. È andata in onda inoltre una puntata speciale trasmessa sabato 22 febbraio dal teatro Centrale di Sanremo.
La seconda edizione era ambientata all'interno di un centro per la cura dell'immagine chiamato "Beautiful Italia", di cui Pippo Franco era il titolare. La primadonna Pamela Prati interpretava BonBon, che animava i momenti con gli ospiti e "dirigeva" i reparti del salone di bellezza. All'interno di questa cornice si muoveva il resto del cast comico, sostanzialmente invariato rispetto alla prima edizione; la novità più rilevante fu l'interpretazione del presidente della Repubblica italiana Francesco Cossiga da parte di Manlio Dovì e l'assenza di politici e parlamentari sul palco, che suscitò diverse polemiche nell'edizione precedente.
I momenti di spettacoli prevedevano un quadro musicale dedicato ad una città diversa in ognuna delle dodici puntate e diversi numeri musicali e di danza legati a famosi film del passato. All'interno del cast era presente anche Martufello, nel ruolo del "burino".
Tra i politici interpretati in questa edizione spiccano, oltre a quelli già proposti nella precedente, anche Giovanni Spadolini (Alessandro Aiesi) e Boris El'cin (Maurizio Mattioli).

## Accoglienza

### Successo e ascolti
La trasmissione raccoglieva l'eredità di Biberon, il precedente spettacolo televisivo realizzato dalla compagnia teatrale che ottenne un notevole successo negli ultimi anni ottanta, e fu collocata nella prestigiosa prima serata del sabato invernale di Rai 1, bissandone i consensi. La trasmissione, infatti, nella sua prima edizione registrò ascolti molto alti, oscillando tra i 9 e i 10 milioni di telespettatori per ogni puntata.
La seconda edizione del programma, collocata nella serata del giovedì in diretta concorrenza con due trasmissioni molto seguite come Samarcanda e Telemike, mantenne buoni risultati, ottenendo una media di quasi 7 milioni di spettatori e il 26% di share.
La trasmissione fu premiata con un Telegatto nel 1991 nella categoria "Rivista e varietà".
Il successo della trasmissione si tramutò in un interessamento da parte delle reti Fininvest nei confronti della compagnia teatrale già al termine della prima edizione; Pingitore decise però, insieme al cast di attori, di restare in forze alla Rai e proseguire su Rai 1 anche per le successiva stagione con un nuovo varietà, Saluti e baci.

### Critiche e polemiche
La trasmissione attirò anche delle aspre critiche da parte di diversi politici e organi di stampa. In particolar modo, L'Osservatore Romano attaccò la Rai e la compagnia del Bagaglino in riferimento alla puntata del 2 febbraio 1991; il quotidiano criticò la decisione di trasmettere il varietà in pieno clima Guerra del Golfo, conflitto che proprio in quelle settimane si era particolarmente inasprito, e in particolar modo fece riferimento ad alcune battute pronunciate dai comici che si riferivano ironicamente a tale evento, banalizzando gli orrori della guerra quando, proprio in quelle ore, il Papa pregava per la pace. La commissione di vigilanza Rai rispose difendendo la trasmissione, affermando che i comici non avevano fatto satira d'attualità sugli eventi in corso, bensì sui personaggi del mondo della politica e dello spettacolo che inevitabilmente in quel periodo si riferivano al conflitto in corso.
Altre critiche arrivarono invece da parte di Walter Veltroni, che giudicò negativamente la presenza dei politici sul palco del varietà, mentre sempre L'Osservatore Romano definì come una "passerella" la presenza di esponenti di politici nell'ambito della trasmissione, sempre in relazione agli eventi della guerra del Golfo, definendo di dubbio gusto la loro presenza in un programma di intrattenimento.